# Herrad von Landsberg

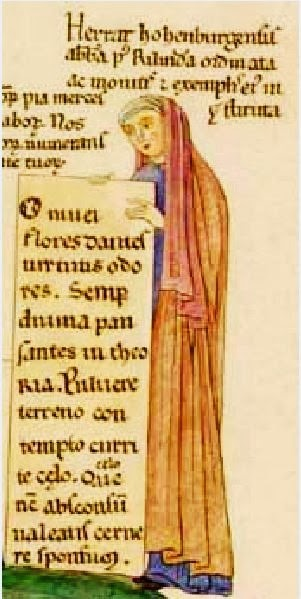
Herrad von Landsberg, Selbstbildnis aus dem Hortus Deliciarum, um 1180

Herrad von Landsberg (auch Herrad von Hohenburg, Herradis Landsbergensis; * zwischen 1125 und 1130; † 25. Juli 1195 auf dem Odilienberg im Elsass) war eine Äbtissin und Schriftstellerin des Hochmittelalters.

## Leben
Sie wurde als Nonne von Äbtissin Richlint ausgebildet, welche von Friedrich I. aus dem Kloster Bergen bei Neuburg nach Odilienberg geschickt worden war. Als Richlints Nachfolgerin war Herrad in der Zeit von 1167 bis 1195 Äbtissin des Klosters Hohenburg auf dem Odilienberg und erlangte große Berühmtheit als Autorin und Illustratorin des um 1180 entstandenen Hortus Deliciarum („Garten der Köstlichkeiten“).
Der Hortus Deliciarum, der das geistliche und profane Wissen des Hochmittelalters für die Klosterschwestern des Hohenburger Klosters in lateinischer Sprache zusammenfasste, war die erste nachweislich von einer Frau verfasste Enzyklopädie.